# Новоапостоловка
Новоапо́столовка (укр. Новоапостолівка; до 2016 г. Чиче́рино) — село в Волновахском районе Донецкой области Украины.
Код КОАТУУ — 1421586404. Население по переписи 2001 года составляет 257 человек. Почтовый индекс — 85773. Телефонный код — 6244.
В 1923 г. приказом Мариупольского окрисполкома в ознаменование 6-й годовщины Октябрьской революции село Ново-Апостоловка переименовано в Чечерино.

## Адрес местного совета
85773, Донецкая область, Волновахский р-н, с. Прохоровка, ул.Ленина, 55